# Lymantria aboleta
Lymantria aboleta är en fjärilsart som beskrevs av Otto Staudinger 1896. Lymantria aboleta ingår i släktet Lymantria och familjen tofsspinnare. Inga underarter finns listade i Catalogue of Life.